# Crataegus sphaenophylla
Crataegus sphaenophylla es una especie de planta del género Crataegus, perteneciente a la familia Rosaceae.

## Taxonomía
Crataegus sphaenophylla fue descrita por Antonina Poyárkova en 1939.

## Distribución
Se encuentra en el territorio de Crimea.